# Сара Муллаллі
Сара Елізабет Муллаллі англ. Sarah Elisabeth Mullally народилася 26 березня 1962, Велика Британія) — жінка-єпископ церкви Англії, єпископ Лондонський (з 2017).

## Біографія
Бувши медсестрою, займала в Міністерстві охорони здоров'я Великої Британії пост керівника управління по роботі з середнім медичним персоналом, пропрацювавши в цілому в Національній службі охорони здоров'я (NHS) понад 35 років.
У 2001 році пройшла дияконську, а у 2002 священицьку ординацію.
22 липня 2015 єпископом Джастіном Уелбі була висвячений в сан єпископа. Після висвячення зберегла інтерес до лікарської справи, займаючи незалежні пости в трастах Національної системи охорони здоров'я і входячи в опікунську раду університету King's College London.
У 2017 році обрана першою жінкою-єпископом Лондона і 18 грудня затверджена на посаді королевою Великої Британії Єлизаветою II. У зв'язку з цим займе місце в палаті лордів британського парламенту .
Має двох дітей. Хобі  — гончарство.

## Нагороди
- Дама-командор Ордена Британської імперії (2005, за заслуги в сфері акушерства і медсестринської роботи)